# Gevangenis van Tongeren
De gevangenis van Tongeren is een gebouw in de Belgische stad Tongeren.
Van 1844 tot 2005 fungeerde het gebouw als penitentiaire inrichting. Na de sluiting van de gevangenis werd het gebouw gebruikt voor verschillende doeleinden; het gebouw deed dienst als museum en werd gebruikt voor culturele evenementen. Vanaf 2009 doet het gebouw dienst als Vlaamse jeugdgevangenis.

## Geschiedenis
In de middeleeuwen werden gevangenen in Tongeren opgesloten in een van de torens van de Kruispoort of in het huis van de bode van de schepenbank, het orgaan dat instond voor rechtspraak. Tot 1677 deed ook het raadhuis aan de Grote Markt dienst als gevangenis. Na de Grote Brand van 1677, die het raadhuis verwoestte, werd aan de Graanmarkt een noodlokaal gebouwd dat eveneens dienstdeed als gevangenis; het zogenaamde stadskamerke.
In 1737 werd begonnen met de bouw van het nieuwe stadhuis op de plaats van de vroegere lakenhal. Op de benedenverdieping van het stadhuis werden cellen ingericht die bereikbaar waren door de deur onder de arduinen steektrap.
In 1820 werd de gevangenis ondergebracht in het voormalige Minderbroederklooster waar sinds 1798 de rijkswacht gehuisvest was. Na de Belgische Revolutie van 1830 verlieten de regeringstroepen de rijkswachtkazerne. In 1831 verplaatste de Belgische regering-de Gerlache-Goblet d'Alviella de zetel van de rechtbank van eerste aanleg en het hof van assisen van Maastricht naar Tongeren en werd de gevangenis in het voormalige Minderbroederklooster opnieuw gebruikt. In 1838 was het aantal gevangenen zodanig toegenomen dat er nood was aan meer capaciteit. Tussen 1841 en 1843 werd naast de kazerne een nieuwe vleugel gebouwd. Deze vleugel zou, onder impuls van Edouard Ducpétiaux, de eerste celgevangenis van België worden. Een celgevangenis gaat uit van het principe "één gevangene in één cel". Op 1 januari 1844 werd de nieuwe vleugel officieel in gebruik genomen. In 1847 bouwde men naast de gevangenis een nieuwe rijkswachtkazerne.
In 1902 werd de bevoegdheid over de gevangenis door de provincie Limburg overgedragen aan de Belgische staat. In datzelfde jaar kwam er ook een vrouwenafdeling bij. Op 2 juli 1904 ontstond er een zware brand die een groot deel van de gevangenis verwoestte. In de daaropvolgende jaren werden verschillende herstellingswerken uitgevoerd en vernieuwingen aangebracht. Tussen 1911 en 1913 werd aan de Maastrichtersteenweg een nieuwe rijkswachtkazerne gebouwd, de oude kazerne naast de gevangenis zou in 1960 worden afgebroken. In het midden van de jaren 1980 verdween de vrouwenafdeling van de gevangenis.
Op 2 april 2005 sloot de gevangenis, de 70 resterende gevangenen werden overgebracht naar de nieuwe gevangenis van Hasselt. Een jaar later opende de gevangenis haar deuren als museum. De gevangenis van Tongeren zou op twee jaar tijd meer dan 220.000 bezoekers ontvangen. Daarnaast deed de gevangenis ook dienst als locatie voor tentoonstellingen, filmvoorstellingen en optredens. De delen van de gevangenis die niet toegankelijk waren voor het publiek deden dienst als opslagruimte voor het Gallo-Romeins Museum van Tongeren dat in deze periode werd verbouwd. Sinds 20 november 2009 fungeert de gevangenis van Tongeren als jeugdgevangenis.

## Trivia
- Een cel meet 2,5 m bij 2,8 m en was bedoeld voor één gedetineerde, bij overbevolking moesten soms drie gedetineerden één cel delen.
- In de gevangenis vonden de opnames plaats voor de Vlaamse film De Hel van Tanger en de seizoensfinale van het 17e seizoen van Familie.